# Foxboro Hot Tubs
Foxboro Hot Tubs – amerykański zespół grający muzykę charakteryzującą się brzemieniem typowym dla lat 60. Jest to side-project członków punkowego zespołu Green Day.

## Historia
Historia Foxboro Hot Tubs zaczyna się od momentu, gdy 8 grudnia 2007 roku do członków Idiot Clubu (fan club zespołu) wysłano link do oficjalnego MySpace FHT, gdzie została udostępniona EP-ka Stop Drop and Roll zawierająca 6 utworów. Muzyka mocno różni się od brzmień Green Day, gdyż jest to rock garażowy z lat 60., ale wokal jest łudząco podobny do wokalu Billie Joe Armstronga. Zaczęto podejrzewać Green Day o nagranie kilku utworów pod nową nazwą. Wszelkie wątpliwości rozwiała wiadomość wysłana przez członków Green Day do MTV, która utwierdziła wszystkich w przekonaniu, że członkowie GD tworzą Foxboro Hot Tubs. Jak panowie powiedzieli "Jedynym podobieństwem między Foxboro Hot Tubs a Green Day jest to, że grają w nim ci sami ludzie(...). Jesteśmy facetami, którzy kochają grać i być spontaniczni, a po kilku nocnych tarapatach i paru butelkach wina zostaliśmy zainspirowani do nagrania paru rockowych utworów."
22 kwietnia 2008 ukazał się debiutancki album Foxboro Hot Tubs zatytułowany "Stop, Drop & Roll", wydany przez wytwórnię Jingle Town Records. W maju 2008 zespół ruszył w mini trasę po Kalifornii.
13 czerwca 2009 roku zespół miał swój telewizyjny debiut w programie "Last Call with Carson Daly".
31 października 2009 supportowali koncert Green Day w Anglii.

## Obecni członkowie
- Reverend Strychnine Twitch – Billie Joe Armstrong; wokal
- Frank Edwin Wright the Third – Tre Cool; perkusja
- Michael Pritchard – Mike Dirnt; gitara basowa
- Frisco Lee – Jason White; gitara, wokal
- Jason Freese; keyboard, saksofon
- Kevin Preston; gitara

## Dyskografia
Stop Drop and Roll
Lista utworów
Strona 1
1. "Stop Drop and Roll" – 2:25
2. "Mother Mary" – 2:46
3. "Ruby Room" – 2:01
4. "Red Tide" – 2:58
5. "Broadway" – 2:33
6. "She’s a Saint Not a Celebrity" – 2:26

Strona 2
1. "Sally" – 3:02
2. "Alligator" – 2:25
3. "The Pedestrian" – 2:15
4. "27th Ave. Shuffle" – 2:50
5. "Dark Side of Night" – 2:57
6. "Pieces of Truth" – 3:04

Single:
- Mother Mary
- The Pedestrian